# 圖爾條約
《圖爾條約》（英語：Treaty of Tours）是英法百年戰爭期間，英格蘭王國與法蘭西王國簽訂的最後一個重要條約，也是戰爭期間首次法方握有主導權的條約。條約在1444年5月28日於圖爾簽訂。英方以國王亨利六世和安茹的勒內之女安茹的瑪格麗特聯姻，並割讓曼恩與勒曼以交換21個月的和平。這份條約經多次延長，但因英王遲遲未履行割讓領土的約定，導致和約在1449年7月被廢止，兩國再爆戰爭。
這份條約雖然在締約後僅僅5年就被廢止，但對兩國有深遠影響。對英格蘭王國而言，亨利六世的外交失敗使蘭開斯特王朝的正統性受到質疑，埋下日後玫瑰戰爭的因子。對法蘭西王國而言，他們利用五年的休戰期間強化軍備與體制，最後成功帶來百年戰爭的勝利。

## 背景
1415年，英王亨利五世趁法蘭西內戰入侵法國，開啟百年戰爭的後半階段。法軍在阿金庫爾戰役遭到重創，法王查理六世被迫在1420年簽訂特魯瓦條約，將法蘭西王位繼承權讓渡給未來的英王亨利六世。然而英法兩位國王的驟逝使繼承權問題再度浮上檯面，使戰爭再度爆發。1429年，在聖女貞德的領導下，法軍對英格蘭發動反擊，並成功讓王太子加冕為查理七世，確定法王的正統繼承人。1435年，法蘭西和勃艮第公國簽訂阿拉斯條約，結束內戰，英格蘭因此失去最重要的盟友。隔年，查理七世成功收復首都巴黎，英格蘭在法蘭西的影響力式微。到1444年，英格蘭在法蘭西的領土只剩下西北邊的諾曼第以及西南邊加斯科涅地區的海岸線。

## 條約商議
英格蘭的宮廷分裂為兩大派系，以王叔格洛斯特公爵漢弗萊·金雀花為首的主戰派；以顧問薩福克伯爵威廉·德·拉波、主教亨利·蒲福為首的主和派。1443年薩默塞特公爵約翰·蒲福發動遠征失敗，到此英格蘭已瀕臨破產，無力再戰。終於在1444年，兩派達成共識決定和談。另一方面，法蘭西正在軍事改革的途中，需要更多時間來完善軍備，同時也擔憂英格蘭與勃艮第再度建立同盟，因此也同意和談。
1444年，英王亨利六世、法王查理七世與勃艮第公爵好人菲利普三方同意派遣使節在圖爾商議和談條件，並尋求英法兩國聯姻的可能性。英方派出薩福克伯爵威廉·德·拉波為代表，在3月15日抵達法蘭西阿夫勒尔港。法方則派出名將讓·德·迪努瓦以及路易·德·博蒙為代表。與會成員還有阿朗松公爵，以及布列塔尼公爵。勃艮第公國也派出使節團，但查理七世刻意阻擋英格蘭與勃艮第再度結盟的可能性，使勃艮第公爵無法參與。

### 和談條件

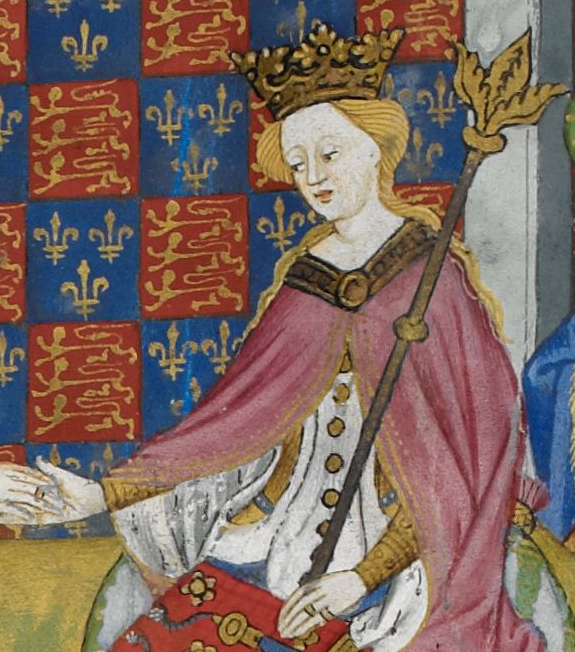
安茹的瑪格麗特

雙方在4月於圖爾正式展開會談，英方對和談並不抱持期望，因為和談條件很可能不受英格蘭人歡迎。法方要求英王放棄主張法蘭西王位，作為交換法方割讓法蘭西西南部少數領土，並讓英格蘭以法蘭西為宗主國繼續控制諾曼第與阿基坦。英方同意放棄主張法蘭西王位，但堅持對現有領土的完全統治權，拒絕成為法王屬臣。而法方不同意領土分裂，會談因此陷入僵局。
英方原先希望讓亨利六世和查理七世的其中一個女兒成親，不過查理想避免亨利的子嗣有更多爭奪法蘭西王位的正統性，因此挑選了內弟安茹的勒內之女安茹的瑪格麗特為亨利的聯姻對象。而亨利急於締結和平條約，又聽聞訥韋爾伯爵夏爾也有意迎娶瑪格麗特，便堅持要和談。
薩福克伯爵深知這項條件交換必然會使英方不滿，仍向安茹的玛格丽特正式提請婚事。勒內表示同意，但堅稱他沒有錢，出不起二萬里弗爾的嫁妝。薩福克伯爵同意以21個月的休戰替代嫁妝，並口頭承諾將曼恩與勒曼兩地返還給安茹。這次的婚姻對英方來說並沒有多少好處，主要是瑪格麗特並非王室血親，而是法王的妻子的弟弟的女兒，關係較疏遠。結果，英方提出的條件卻給法方更多的好處。英方無法得到期望的長期和平條約，僅以休戰協定的方式21個月的停戰期。條約自1444年6月1日生效；1446年4月1日到期。英王認為這是走向長遠和平的第一步；法王卻打算利用機會整軍再戰。

## 後續發展

### 聯姻
1444年5月24日，亨利六世與安茹的瑪格麗特的訂婚式在圖爾的聖馬丁教堂舉行。由薩福克伯爵代理亨利六世，查理七世和安茹的勒內擔任見證人。亨利六世派遣一支大護衛隊將瑪格麗特迎接回國。正式的結婚典禮在1445年4月22日於罕布夏的蒂奇菲爾德修道院舉行，由主教亨利·蒲福主持。瑪格麗特接著在5月30日於西敏寺加冕為后。英方將瑪格麗特的到來視作是和平的象徵大肆宣傳。英格蘭人民雖然也質疑薩福克伯爵的談判條件，但因為長久的厭戰情緒所以也樂於接受和平。《圖爾條約》也受到法蘭西方面的歡迎，在巴黎還為此舉辦慶典。薩福克伯爵在盧昂受到熱烈歡迎，當他回到英格蘭時，感激的亨利六世將他晉封為薩福克侯爵（在1448年更被晉封為薩福克公爵）。在1444年6月2日，薩福克公爵進到國會受到上下議院議員的恭賀，甚至連鷹派之首格洛斯特公爵也來向他道賀。

### 倫敦會談
薩福克伯爵深知真正的和平尚未到來，因此積極的向法方釋出善意，希望透過持續的交涉以取得永久和平。1445年7月，法方派出的代表團抵達倫敦，成員包含曾在阿金庫爾戰役被俘虜而在倫敦居住8年的旺多姆伯爵、蘭斯大主教、多位王家議會成員，以及由布列塔尼公爵、阿朗松公爵、安茹的勒內與卡斯提爾國王派出的代表。期間薩福克伯爵在亨利六世默許下不斷阿諛奉承法蘭西使節，甚至當面批評格洛斯特公爵等主戰派。然而在諾曼第的宗主權上雙方仍僵持不下。為了避免和談付諸東流，蘭斯大主教提議舉辦高峰會，讓兩位國王直接見面。經過兩國大使同意後，預定在1446年11月在法蘭西本土舉行。原本將在該年4月1日到期的《圖爾條約》因會談需求被延長到了1447年4月1日。

### 割讓曼恩
割讓曼恩一事只經過薩福克伯爵的口頭承諾，沒有書面支持也未曾對外公開。就在同意高峰會之時，查理七世開始將割讓曼恩與勒曼一事搬上檯面。雖然名義上歸還的對象是安茹的勒內，然而安茹的勒內在宮中失勢，使查理七世成為安茹實際的掌控者。
這件事的公開使原先人民對聯姻是不對等條約的想法一瞬間引爆，眾怒的矛頭轉向薩福克侯爵和其他亨利六世的顧問。對於格洛斯特公爵和約克公爵一黨，割讓曼恩等於侮辱了長年奮戰的將士心血，再加上失去曼恩這一重要戰略位置使得諾曼地地區門戶大開，危及了英格蘭在歐陸領土。這一事使格洛斯特黨的聲勢高漲。
由於高峰會的延宕，英方在1447年2月22日再次要求延長和約，承諾亨利六世會在11月1日跨海來到歐陸進行高峰會，並在會面同時返還曼恩。法王讚賞亨利六世的公開承諾，而派名將讓·德·迪努瓦前往倫敦將條約期限延長到1448年4月1日。亨利六世祕密地讓法蘭西使節帶上信件要曼恩與勒曼的隊長交出領地，然而兩位隊長在收到信後，以不接受非直屬上司的命令為由，禮貌但堅定地拒絕法蘭西使節（可以視為是主戰派的拖延手段）。
割讓曼恩的進度被持續地拖延著，英方又要求在1448年1月15日交出曼恩，並將和約再延長一年。然而到了1月15日，英方仍未履行承諾。這次查理七世失去了耐心，認為亨利六世是刻意地拖延，決定進行武力威嚇。法軍在3月初由迪努瓦與砲兵團長讓·布羅領導包圍了距勒曼9英里遠的拉瓦爾丹。勒曼的隊長受到驚嚇，終於在1448年3月15日交出了城市。

### 條約廢止
法軍的武力威嚇震驚了英格蘭本土。面對戰爭再度爆發的可能性，英方緊急在諾曼第地區募集軍隊。然而此時查理七世已建立了一套常備軍系統，擁有財力支援並能快速集結兵力。相對地，英軍的財務能力無法負擔臨時徵募的軍隊，且因和約尚未失效，英軍不能任意掠奪城鎮要求贖金來賺錢。結果英軍反而開始襲擊諾曼第的英格蘭土地，造成社會問題，反而給了查理七世更有利的口實出兵。
《圖爾條約》的廢止並沒有明確的時間界定。1449年3月24日，布列塔尼公國的城鎮富熱爾遭到英軍佔領，布列塔尼公爵質問薩福克伯爵和薩默塞特公爵，兩人皆表示不知情，但事實上這件事早有預謀。作為報復，布列塔尼軍在5月初襲擊諾曼第的蓬德拉爾什，該城鎮被視為進入下諾曼第的大門，迫使英軍緊急增援諾曼第。1449年7月，查理七世宣布英法關係已無法修復，這被當作是《圖爾條約》的廢止與戰爭再度爆發的分界。

## 影響

### 英格蘭的外交失利
在整個《圖爾條約》的談判過程中，英格蘭持續地屈居下風，不只是對法蘭西的外交軍事雙輸，對其他國家的外交失策也被譴責是亨利六世與薩福克公爵的無能。例如在長年居於中立態度的布列塔尼公國在整個條約談判的過程中遭英方冷落，再加上富熱爾事件，使布列塔尼公國逐漸倒向法蘭西，最終遭到法國的兼併。另外，由於安茹的勒內與亞拉岡國王阿方索五世同時爭奪那不勒斯王國的繼承權，英王和安茹的聯姻變相使英格蘭王國和亞拉岡王國交惡。

### 法蘭西的軍事勝利
在《圖爾條約》的談判期間，查理七世在背地裡不斷地加強軍備準備再戰。1449年，法軍由三路進攻諾曼第，在短短一年間收復除了加萊以外所有的領土。接著又立即南下，奪回長年隸屬英格蘭的阿基坦地區。英軍在1453年發動最後一次的反擊，卻在7月17日的卡斯蒂永戰役敗給法軍，被視為是百年戰爭的終結。

### 玫瑰戰爭的導火索
《圖爾條約》雖然短暫緩和了英法之間的緊張關係，但卻激化了英格蘭國內鷹派與鴿派的對立。1445年7月15日，在倫敦接見法蘭西使節時，亨利六世和薩福克侯爵在使節面前當面羞辱格洛斯特公爵。而就在3天前（7月12日），格洛斯特公爵才贈禮給安茹的勒內的政敵亞拉岡國王阿方索五世，表示對英格蘭─安茹聯姻的不滿。
1445年9月，約克公爵理查的法蘭西總督任期屆滿，亨利六世政府選擇不延長任期也被認為是和格洛斯特公爵的政爭結果。該職位在1446年被派給索默賽特公爵埃德蒙·蒲福，也就是格洛斯特公爵的主要政敵亨利·蒲福的姪子。此前約克家族已有多次被蒲福家族（蘭開斯特家族的一支）搶走官職。結果薩福克─格洛斯特政爭和約克─蒲福政爭兩個本來平行的世仇逐漸產生連結。
1447年，主戰派之首格洛斯特公爵因為持續阻撓英法間的協議而被以叛國罪下獄，格洛斯特公爵在獄中因中風身亡，但也有一說是遭到謀殺。1450年，薩福克公爵因為他的外交失敗遭謀殺，索默賽特公爵成為宮廷的新寵臣。約克公爵將百年戰爭的戰敗視為一大恥辱並歸咎給索默賽特公爵，指控他的無能並要求將他解職。兩人的衝突不斷升溫，最後成為導致玫瑰戰爭爆發的重要因素。